# Bataille de Lewis's Farm
Guerre de Sécession
Batailles
Campagne d'Appomattox
- Lewis's Farm
- White Oak Road
- Dinwiddie Court House
- Five Forks
- 3e Petersburg
- Richmond
- Sutherland's Station
- Namozine Church
- Amelia Springs
- Rice's Station
- Sailor's Creek
- High Bridge
- Cumberland Church
- Appomattox Station
- Appomattox Court House
- Reddition de Lee

La bataille de Lewis's Farm (également connue sous le nom de Quaker Road, Military Road ou Gravelly Run ) s'est déroulée le 29 mars 1865 dans le comté de Dinwiddie, en Virginie, vers la fin de la guerre de Sécession. Lors de batailles décisives à la fin de la campagne de Richmond – Petersburg, que l'on désigne habituellement comme le siège de Petersburg, en commençant par celle de Lewis's Farm, l'armée de l'Union commandée par le lieutenant général Ulysses S. Grant déloge l'armée confédérée de Virginie du Nord. du général Robert E. Lee hors des lignes défensives de Petersburg et de la capitale confédérée de Richmond.  De nombreux historiens et le service des parcs nationaux des États-Unis considèrent la bataille de Lewis's Farm comme la première bataille de la campagne d'Appomattox, qui aboutit à la reddition de l'armée de Lee le 9 avril 1865,,. 
Au petit matin du 29 mars 1865, deux corps de l’armée du Potomac, le Ve corps du major général Gouverneur K. Warren et le IIe Corps du major général Andrew A. Humphreys partent vers le sud et l'ouest de la ligne de l'Union au sud de Petersburg vers l'extrémité de la ligne confédérée.  Les défenses confédérées sont contrôlées par le quatrième corps de l'armée de Virginie du Nord, sous le commandement du lieutenant général Richard H. Anderson.  Le corps ne comprend qu'une seule division, celle du major général Bushrod Johnson . 
En se dirigeant vers le nord et en empruntant la Quaker Road en direction de la ligne confédérée, la brigade de tête de Warren, commandée par le brigadier général Joshua Chamberlain, engage trois brigades de la division de Johnson à la ferme  de Lewis.  Renforcées par une batterie d'artillerie de quatre canons, puis relevées par deux grands régiments de la brigade commandés par le colonel Edgar M. Gregory (breveté brigadier général), les troupes de l'Union repoussent finalement les confédérés vers leurs défenses et capturent un important carrefour.  Chamberlain est blessé et échappe de peu à la capture.  Le colonel de l'union Alfred L. Pearson (breveté brigadier général), recevra la médaille d'honneur 32 ans plus tard pour ses actions héroïques lors de la bataille. 
Les pertes sont presque égales, s'élevant à 381 pour l'Union et 371 pour les Confédérés, mais à la fin de la bataille, le corps de Warren tient un objectif important : une portion de la Boydton Plank Road à son intersection avec la Quaker Road.  En quelques heures, le corps de cavalerie du major général Philip Sheridan, qui opère toujours séparément de l'armée du Potomac en tant qu'armée de la Shenandoah, occupe Dinwiddie Court House. Cette action coupe également la Boydton Plank Road.  Les forces de l’Union sont à proximité de la ligne confédérée et sont prêtes à attaquer le flanc confédéré, à l’important nœud routier de Five Forks et les deux lignes de chemin de fer confédérées vers Petersburg et Richmond, qui restent ouvertes jusqu'aux deux villes. 
Les 2 - 3 avril 1865, les confédérés évacuent Petersburg et Richmond et commencent à partir vers l'ouest.  Après un certain nombre de revers et principalement de petites batailles, mais incluant une défaite importante pour les Confédérés à la bataille de Sailor's Creek le 6 avril 1865, Lee se rend avec son armée à Grant et à la sienne le 9 avril 1865 à Appomattox Court House, à environ 25 milles (40 kilomètres) à l’est de Lynchburg, en Virginie.  À la fin de juin 1865, toutes les armées confédérées se sont rendues et le gouvernement de la Confédération s'est effondré. 

## Contexte

### Campagne de Richmond-Petersburg
Du 15 au 18 juin 1864, deux corps d'armée de l'Union quittent, sans être repérés, les lignes de front figées, juste au nord de Richmond pour traverser le fleuve James au sud de Petersburg, en Virginie.  La force de l'Union qui se joint à l'armée de la James à Petersburg ne parvient pas à s'emparer de la ville défendu par une petite force confédérée lors de la deuxième bataille de Petersbourg. Le 18 juin 1864, l'armée de la Virginie du Nord a renforcé ses défenseurs et la campagne de Richmond-Petersburg (siège de Petersburg), longue de 292 jours, commence. 
La stratégie de Grant est de mener une campagne de guerre de tranchée d'attrition dans laquelle les forces de l'Union tenteront d'éreinter l'armée confédérée, de détruire ou de couper les sources d'approvisionnement et les lignes d'approvisionnement vers Petersburg et vers Richmond et d'étendre les lignes que la force confédérée, en sous-effectif et en déclin, devra défendre jusqu'au point de rupture,. 
Pendant le reste de 1864 et au début de 1865, Grant déplace lentement ses forces sur la ligne Union, du sud de Petersburg vers l’ouest, au cours de six autres offensives contre Petersburg, généralement simultanément avec des attaques contre les lignes de Richmond ou à proximité,. Les confédérés étendent leurs lignes pour compenser ces mouvements, mais elles sont de plus en plus étirées. Avec de plus en plus de difficulté pour obtenir du ravitaillement et remplacer les hommes, Lee sait que son armée ne peut pas défendre indéfiniment Petersburg et Richmond contre les forces croissantes de l'Union, en particulier avec l'arrivée prévue de renforts de l'Union issus de recrues récentes en cours de formation, les division de cavalerie du major général Philip Sheridan de la vallée de Shenandoah et peut-être même les armées du major général William T. Sherman opérant déjà en Caroline du Nord lorsque les routes se seront asséchées après les pluies printanières,,. 
Avec l'extension des lignes de 4 milles (6,4 kilomètres)  après la bataille de Hatcher's Run du 5 au 7 février 1865, il ne reste à Lee que peu de réserves après la mise en place des nouvelles défenses,,,.  Il sait alors qu'une partie ou la totalité de son armée doit quitter les lignes de Richmond et de Petersburg, se procurer des vivres et des provisions à Danville, en Virginie ou éventuellement à Lynchburg, en Virginie, et rejoindre les troupes du général Joseph E. Johnston qui s'opposent à l'armée de Sherman.  Si les Confédérés peuvent rapidement vaincre Sherman, ils pourront revenir pour s'opposer à Grant avant qu'il ne puisse combiner ses forces avec celles de Sherman,,,. Lee commence à préparer le mouvement et informe le président confédéré Jefferson Davis, et le secrétaire à la Guerre des États confédérés John C. Breckinridge, de ses conclusions et de son plan,,. 
Lee accepte la proposition du major général John B. Gordon d'essayer de briser les lignes de l'Union et de menacer leur base de ravitaillement à City Point, en Virginie, en attaquant le long d'un front étroit près du fort Stedman, à l'est de Petersburg et au sud de la rivière Appomattox, afin d'obliger Grant à raccourcir ses lignes, du moins temporairement.  En cas de succès, cela pourrait donner à Lee une opportunité de raccourcir ses lignes, ainsi qu’une ouverture et une longueur d’avance pour un mouvement vers l’ouest et vers la Caroline du Nord,. 
Après un succès initial de l'attaque surprise des confédérés de Gordon contre le fort Stedman à l'aube du 25 mars 1865, une contre-attaque de Union lors de la bataille de fort Stedman reprend le fort et oblige les Confédérés à regagner leurs lignes et à renoncer à leurs piquets avancés, y compris une grande partie de à l'ouest de cette ligne dans l'après-midi à la bataille de Jones's Farm.  Les confédérés subissent environ 4 000 pertes qu'ils ne peuvent pas se permettre,,. Après la défaite au fort Stedman, Lee sait qu'il ne peut ni détacher une partie de son armée ni maintenir les défenses de Petersburg et de Richmond.  Il sait également que Grant optera bientôt pour un mouvement contre les seules lignes d'approvisionnement confédérées restantes jusqu'à Petersburg, le Southside Railroad et la Boydton Plank Road, au-delà de la limite de ses défenses actuelles,. 

### Les ordres de Grant
Le 24 mars 1865, Grant a déjà ordonné le début de l'offensive au 29 mars et n'est pas découragé par la bataille de fort Stedman.  Grant prévoit que la cavalerie de Sheridan coupe les voies ferrées restantes, le Southside Railroad et le Richmond and Danville Railroad vers Richmond, et que l'infanterie déloge si possible les Confédérés de leurs positions. Le 28 mars, Grant donne l'ordre à Sheridan d'emmener ses troupes autour du flanc droit des Confédérés et de les combattre, avec le soutien de l'infanterie, si les confédérés sortent de leurs tranchées. Sinon, Sheridan devra détruire les voies ferrées autant que possible et retourner vers la ligne de Petersburg ou rejoindre Sherman en Caroline du Nord à sa discrétion,,. 
Grant ordonne à deux corps de l'armée du Potomac, le Ve corps commandé par le major général Gouverneur K. Warren et le IIe corps commandé par le major général Andrew A. Humphreys, de soutenir Sheridan sur son flanc droit, à l'est de ses objectifs.  Grant veut que ces corps d'infanterie débordent les Confédérés dans leurs défenses et les empêchent d'interférer avec la mission de Sheridan, les repoussant dans leurs lignes s'ils sortent pour combattre.  Le corps de Warren reçoit initialement l'ordre de prendre Dinwiddie Court House, en Virginie, ce qui capturerait également une partie de la Boydton Plank Road à cet endroit, mais cette tâche est confiée ultérieurement à Sheridan. 
Sur l'ordre de Grant, dans la nuit du 27 au 28 mars, le major général Edward Ord , met tranquillement en mouvement ses unités de l'armée de la James, dont deux divisions XXIVe corps du major général John Gibbon, une division du XXVe corps du major général Godfrey Weitzel et la division de cavalerie  du brigadier général Ranald S. Mackenzie, partant des lignes de Richmond pour combler les lignes de Petersburg qui seront libérées par le IIe corps lorsqu'ils soutiendront Sheridan. Le corps du lieutenant général confédéré James Longstreet, qui défend les lignes de Richmond, ne parvient pas à détecter le mouvement d'Ord, limitant ainsi le nombre d'hommes que Lee peut déplacer pour contrer le mouvement des forces de Grant sans affaiblir fatalement les lignes de Richmond. 

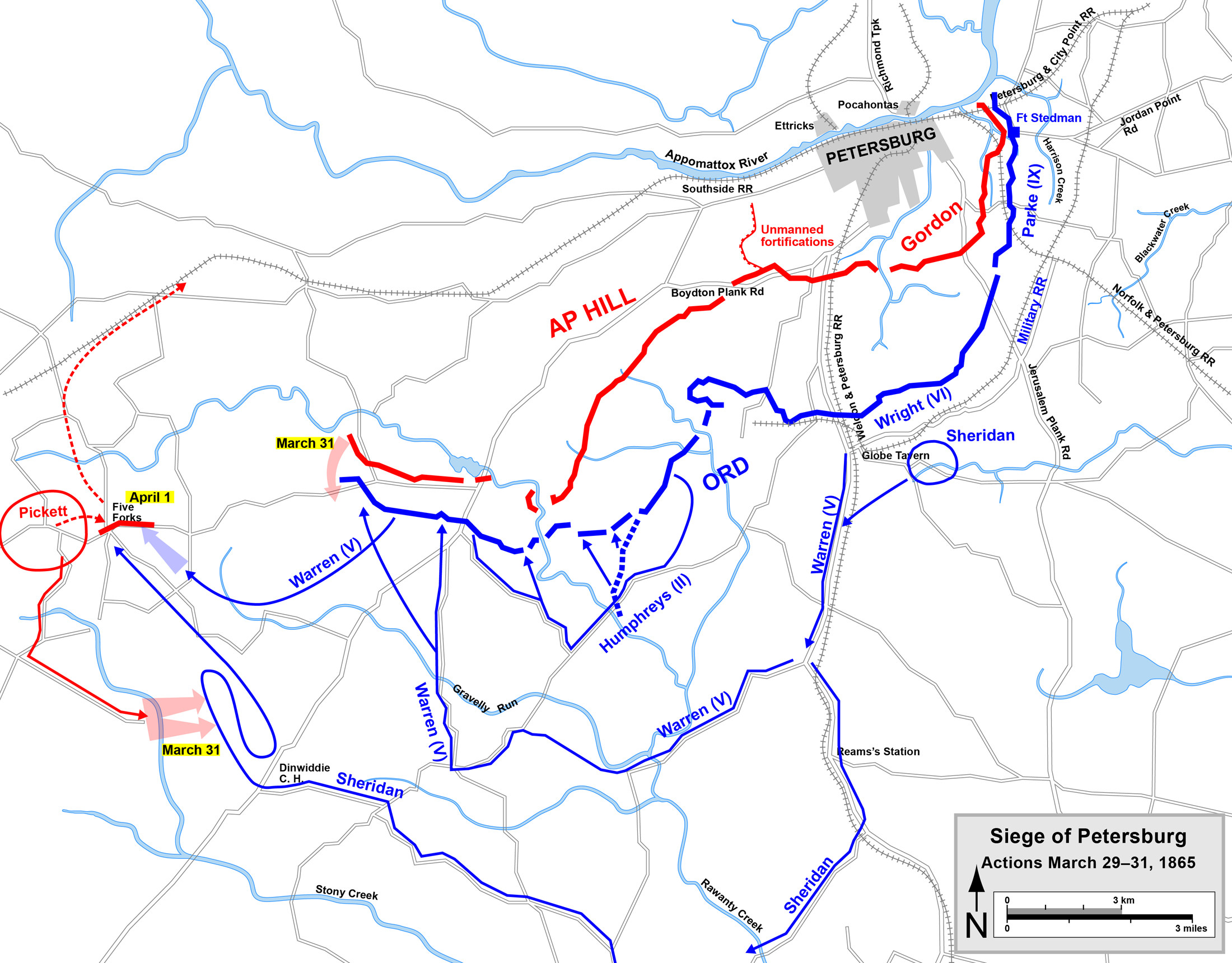
Actions à Petersburg avant et pendant la bataille de Five Forks

### Description des routes de la région
On trouvera dans la note de bas de page une bonne description des routes et des positions dans la région, donnée par le brigadier général Joshua Chamberlain dans son livre de 1915 intitulé The Passing of the Armies. 

### Mouvements initiaux: 29 mars

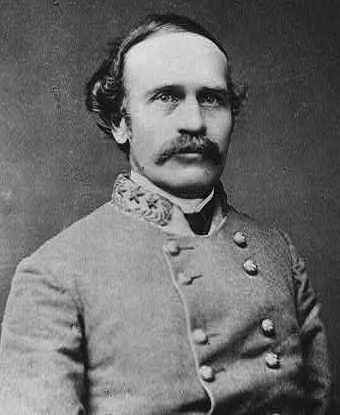
Major général Bushrod Johnson

Le Ve corps de Warren, composé de plus de 17 000 hommes, quitte sa position de réserve au sud de la ligne de front de l'Union sur la Stage Road à 3 heures du matin, le 29 mars, traverse le Rowanty Creek et va vers l’ouest sur la Vaughan Road jusqu’à l’intersection avec la Quaker Road,,. Warren rend compte à son supérieur hiérarchique, le major général George G. Meade , qui a le commandement tactique direct de l'armée du Potomac, que Dinwiddie Court House n'est pas défendu.  À 8 heures 45, Meade transmet un ordre à Warren qui arrive à 10 heures 20 et dit à Warren de progresser en force sur la Quaker Road en traversant le Gravelly Run et faire le contact avec le IIe corps sur sa droite,,.  Warren comprend mal ou ignore l'ordre et envoie seulement la brigade du brigadier général Joshua Chamberlain sur la Quaker Road jusqu'à midi.  Ensuite, Warren envoie d'autres unités à la suite d'un deuxième ordre de Meade,. 
Le IIe corps quitte Hatcher's Run vers 6 h 30 du matin.  Humphreys veille à ne pas laisser d'espace vide entre son corps à Hatcher's Run et les troupes du XXIVe corps qui occupent les positions de la ligne Union laissées vacantes par le IIe corps.  Meade veut que le Ve corps avance sur la Quaker Road afin d’éviter la création d’un vide entre le Ve corps et le IIe corps. 
Après s'être écarter de la Vaughan Road à moins de 2 milles (3,2 kilomètres) de Dinwiddie Court House, la brigade de Chamberlain revient légèrement en arrière vers la Quaker Road et mène l’avancée de l’Union vers le nord sur cette route, comme l’a ordonné Meade à Warren.  Après avoir mené la brigade pendant environ 1,5 milles (2,4 kilomètres) vers le nord de Quaker Road, les tirailleurs de Chamberlain signalent que le pont sur le Gravelly Run a été détruit et que les Confédérés se sont retranchés sur l'autre rive,. 
Le lieutenant-général confédéré Richard H. Anderson, commandant le corps d'armée constitué de la seule division du général major Bushrod Johnson, est positionné sur le flanc droit confédéré à l'ouest de Petersburg, à Hatcher's Run, à environ 4 milles (6,4 kilomètres)  à l'est de Five Forks et juste au sud de la Sutherland Station.  Lorsque des éclaireurs confédérés annoncent qu'une importante force d'infanterie de l'Union se dirige vers le nord sur la Quaker Road, Anderson donne l'ordre à Johnson de les repousser sur la Vaughan Road.  Trois régiments confédérés de la brigade commandés par le brigadier général Henry A. Wise , suivis des brigades des brigadiers généraux William H. Wallace, Young Marshall Moody et Matt Whitaker Ransom, se dirigent vers le sud sur la Quaker Road et la Boydton Plank Road avec l'intention d'exécuter l'ordre,

## Bataille

### Début des combats

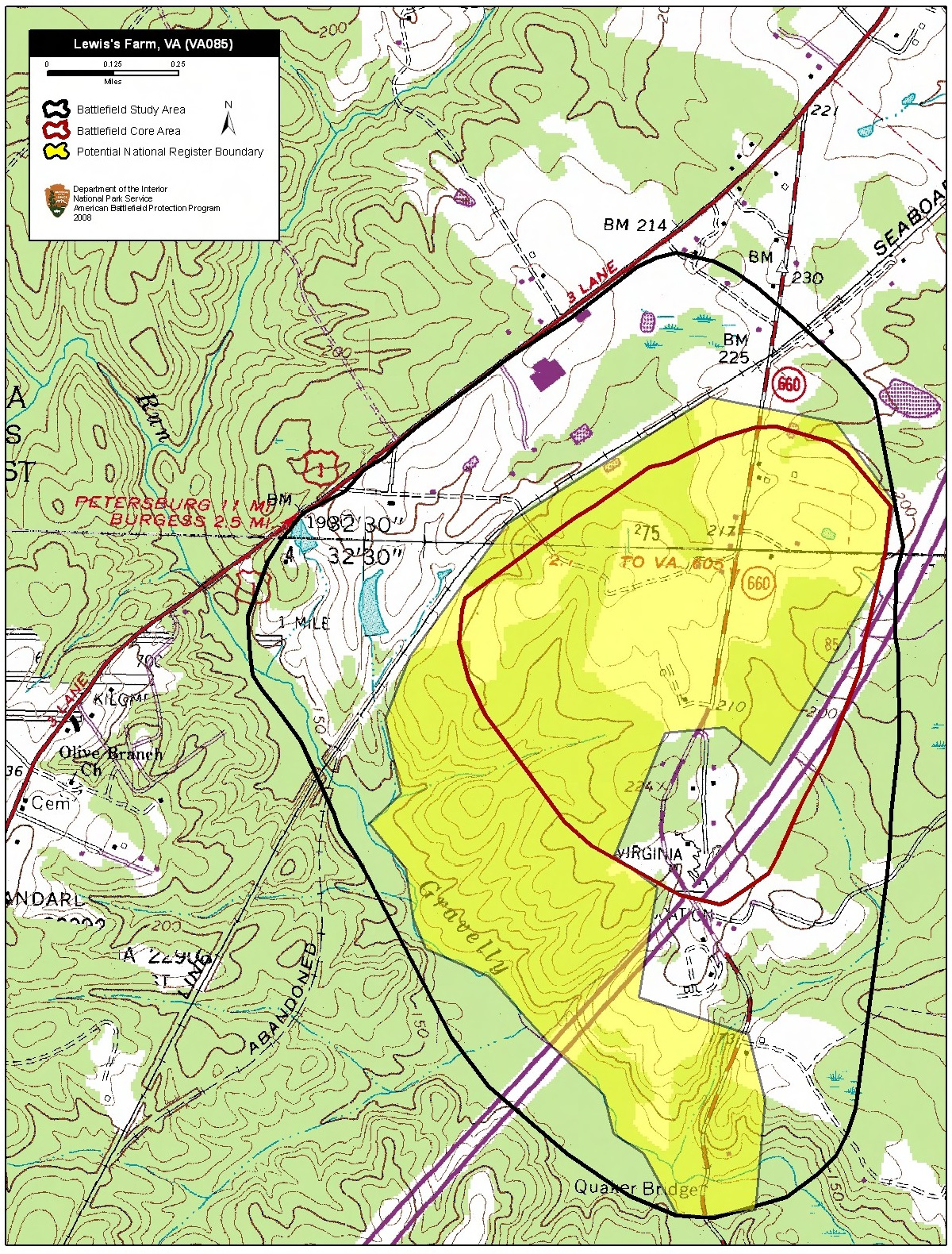
Carte du champ de bataille de Lewis's Farm et des zones d'étude par le programme de protection des champs de bataille américains.

Chamberlain positionne le 198th Pennsylvania Infantry à la droite de la route pour des tirs de diversions sur les Confédérés alors qu'il mène le 185th New York Infantry, traversant le Gravelly Run pour attaquer le flanc droit des Confédérés où un combat au corps-à-corps se développe,. Les deux régiments de l'Union sont surdimensionnés pour cette période avec environ 1 000 hommes et officiers. Le reste de la brigade Chamberlain traverse le ruisseau à la suite de l'attaque des New-yorkais. Les Confédérés se retirent vers la ferme de Lewis, cédant environ 1 mille (1,6 kilomètre) plus au nord sur la Quaker Road,. Après des combats près de le ferme, les Confédérés reculent dans les bois où ils reçoivent des renforts d'autres soldats confédérés derrière des parapets. À cet endroit, les Confédérés repoussent les tirailleurs avancés de l'Union, mais non sans perdre une centaine d'hommes faits prisonniers. Chamberlain fait avancer le reste de ses hommes et les Confédérés qui sont sortis à la rencontre des tirailleurs reviennent dans les ouvrages,,.

### Chambellan blessé; il rallie ses hommes

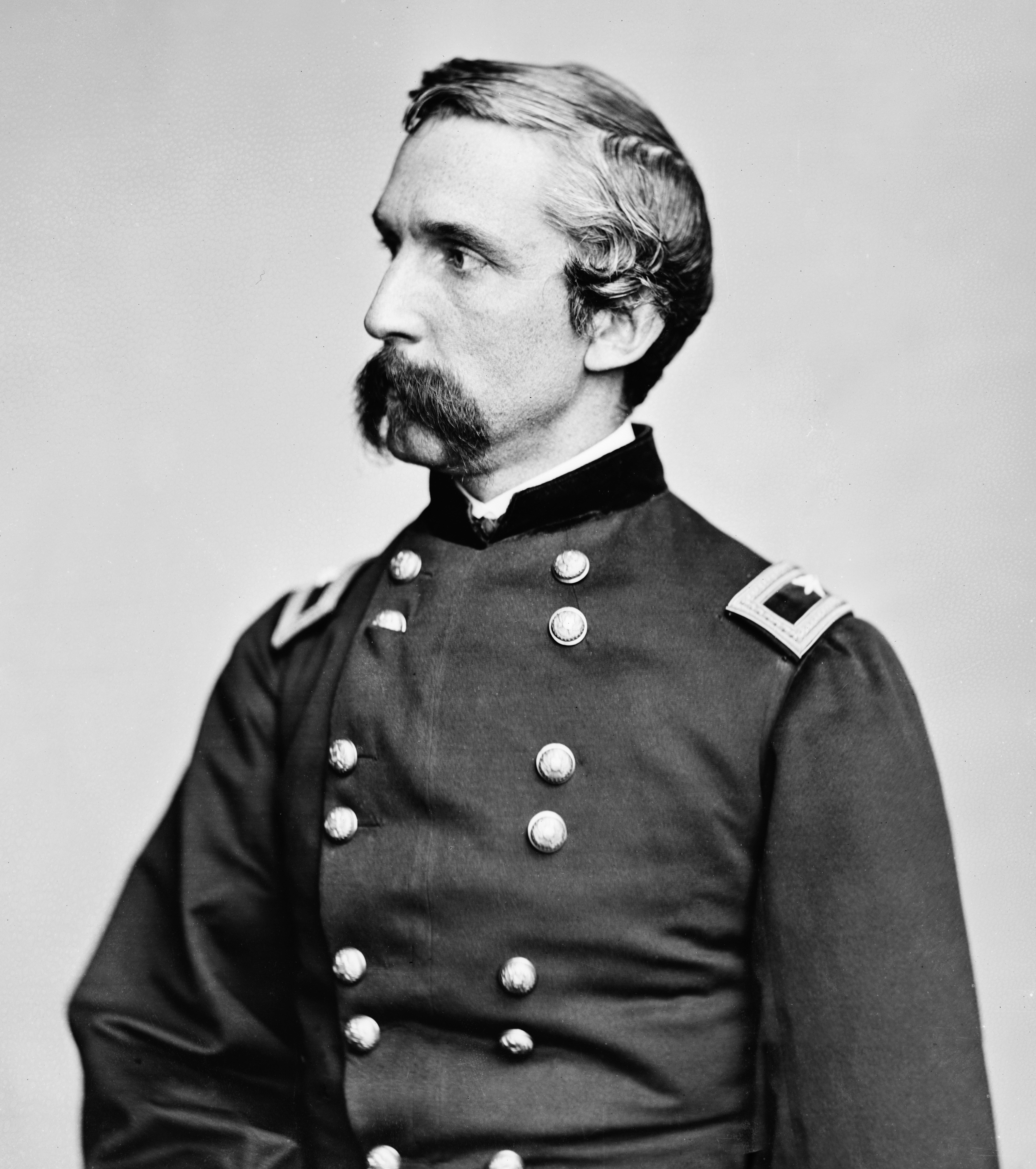
Brigadier général Joshua Chamberlain

Après une pause dans les combats, le commandant de division de Chamberlain, le brigadier général Charles Griffin, s'avance et dit à Chamberlain que la position confédérée doit être prise. Déployant des hommes des deux côtés de la Quaker Road, Chamberlain, à cheval, mène une charge sur la Quaker Road vers le en direction du point fort confédéré, un grand amas de sciure de bois qui protège de nombreux soldats confédérés. Chamberlain est en tête de ses hommes et devient une cible évidente. Il est blessé au bras et son cheval est blessé à l'encolure,. Chamberlain s'effondre sur son cheval, initialement inconscient, mais reprend conscience à temps pour répondre au général Griffin qui est venu vérifier l'état de Chamberlain. Alors Chamberlain rallie son régiment de Pennsylvanie qui retraitait face à une charge confédérée. Lorsque son cheval blessé ne peut plus avancer, Chamberlain se rend à pied sur la ligne de front. Plusieurs soldats confédérés apparaissent bientôt et réclament la reddition de Chamberlain. Chamberlain a perdu son chapeau et porte un manteau fané, presque gris. Prétendant être un officier confédéré, il ramène les confédérés vers les soldats de l'Union qui les capturent rapidement,. 

### Renforts de l'Union repoussent les Confédérés

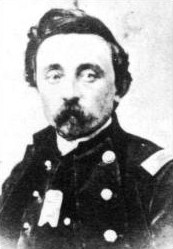
Colonel (brigadier général breveté) Alfred L. Pearson

Après une brève pause, Chamberlain s'aperçoit que son régiment de New York est en train d'être repoussé après avoir tenté d'emporter les ouvrages confédérées dans les bois. Chamberlain et les officiers du régiment maintiennent les hommes et ils repoussent rapidement les Confédérés jusqu'à ce que l'artillerie de l'Union sous les ordres du lieutenant de l'armée régulière, John Mitchell, s'approche avec quatre canons pour les soutenir,,. Malgré les tirs d'artillerie, les Confédérés tentent de déborder et de charger la position de l'Union. Les hommes de Chamberlain et l'artillerie tiennent la position, mais ensuite les Confédérés chargent les troupes de Pennsylvanie au centre et à droite de la position de l'Union. Ces soldats de l'Union sont presque à court de munitions et commencent à se retirer lentement. 
Alors que la ligne de Chamberlain se replie, sa première brigade est renforcée par le 188th New York Infantry et le 155th Pennsylvania Infantry (zouaves) de la deuxième brigade du colonel (brigadier général breveté) Edgar M. Gregory. Le colonel Alfred L. Pearson (brigadier général breveté) mène les Pennsylvaniens vers le centre et vers l'amas de sciure de bois que les Confédérés utilisent comme couverture. Pearson prend les couleurs régimentaires et charge l'amas de sciure de bois, ses hommes le suivant et passant à travers les rangs de la première brigade épuisée. Trente-deux ans plus tard, Pearson reçoit la médaille d'honneur pour ses actions à la ferme de Lewis. 
Quand ils voient ces renforts de l’Union, les Confédérés se retirent dans leurs retranchements principaux le long de la White Oak Road, abandonnant le contrôle de la Boydton Plank Road et laissant derrière eux des hommes grièvement blessés et d'autres qui se rendent. Chamberlain positionnent ensuite ses hommes avec la batterie d'artillerie de chaque côté et devant les bâtiments de la ferme de Lewis,,,. 

### Effectifs engagés; victimes
Chamberlain écrit qu'il a moins de 1 700 hommes et officiers dans sa brigade et que ses renforts s'élèvent à environ 1 000 personnes. Il écrit que les effectifs confédérés sont de 6 277 hommes et officiers de la division de Johnson, selon leur rapport du matin. Il déclare avoir perdu environ un quart de ses hommes alors que les pertes totales des Confédérés sont « légères », mais un paragraphe après ce constat, il déclare avoir vu 150 Confédérés morts et grièvement blessés allongés autour des 200 prisonniers faits prisonniers par sa brigade. Actuellement, on estime le nombre de victimes à 381 pour la force de l'Union et à 371 pour les Confédérés,. 

## Conséquences

### Positions de l'Union
Warren parvient à prendre position près du croisement de la Quaker Road et de la Boydton Plank Road. La division de Griffin et la division du brigadier général Samuel Crawford s'installent le long de la Boydton Plank Road, les mouvements de l'Union du 29 mars et le succès remporté par Chamberlain prenant la position de la ferme de Lewis permettent à l'armée de l'Union de couper cette importante voie de communication et de ravitaillement et de monter l'attaque de la ligne de le White Oak Road. Ayant à faire face à des routes boueuses sur un itinéraire plus long, les divisions de cavalerie de Sheridan atteignent Dinwiddie Court House vers 17 heures le 29 mars 1865. Sheridan met en position les troupes des divisions de Devin et de Crook pour garder la Vaughan Road, la Flat Foot Road, la Boydton Plank Road et l'Adams Road. 

### Grant change ses ordres
Encouragé par l'incapacité des Confédérés à appuyer leur attaque contre Lewis's Farm et leur retraite vers leur ligne de White Oak Road, Grant décide d'étendre la mission de Sheridan à une offensive majeure plutôt qu'à un simple raid ferroviaire et à une extension forcée de la ligne confédérée,. Il écrit dans sa lettre à Sheridan : « J'ai maintenant envie de mettre un terme à l'affaire... ». 

### Actions de Lee
Lee a prévu qu'avec la défaite confédérée à fort Stedman et l'arrivée de la cavalerie de Sheridan à Petersburg, Grant se déplacerait sur le flanc droit de Lee, comme Grant l'a ordonné Grant le 24 mars. Lee n’a que 6 000 cavaliers au nord du fleuve James ou au dépôt de Stony Creek, à 18 milles (29 kilomètres) au sud de Petersburg et environ 5 000 fantassins valides qu’il peut envoyer pour étendre sa ligne vers l’ouest afin de contrer le mouvement prévu de l’Union. Dans la matinée du 29 mars, Lee se prépare à demander au major-général George Pickett de déplacer cette force à la Sutherland Station et de protéger Five Forks dans le comté de Dinwiddie. Lee ordonne à Pickett de prendre les brigades des brigadiers généraux William R. Terry, Montgomery Corse et George H. Steuart présentes sur le Southside Railroad pour aller jusqu'à Sutherland Station, à 10 milles (16 kilomètres) à l'ouest de Petersburg, et il ordonne au brigadier général Eppa Hunton de se tenir prêt à intervenir pour renforcer Pickett ou pour défendre la jonction des chemins de fer de Southside et de Richmond et Danville à Burkeville, en Virginie. Lee ordonne également au major-général Fitzhugh Lee de mener sa division de cavalerie à Sutherland Station et de rejoindre les divisions de cavalerie des majoàrs généraux Rooney Lee et Thomas L. Rosser. Fitzhugh Lee reçoit l'ordre de prendre le commandement de la cavalerie combinée. Le général Lee pense que Pickett pourrait peut-être prolonger la ligne confédérée sur son flanc droit à 4 milles (6,4 kilomètres) à l'est de Five Forks jusqu'à Five Forks,. 
Le mouvement de l'armée de l'Union le 29 mars inquiète Lee. Il ordonne donc d'autres mouvements pour renforcer son flanc droit. En plus de déplacer la brigade du brigadier général Samuel McGowan plus à l'ouest pour étendre la ligne de Johnson le long de la White Oak Road, il étire davantage la ligne de la White Oak Road en déplaçant la brigade du brigadier général William MacRae vers l'ouest. Après son arrivée à Sutherland Station dans la nuit du 29 mars, comme il en a reçu l'ordre, Pickett déplace ses trois brigades des brigadiers généraux George H. Steuart, Montgomery Corse et William R. Terry, ainsi que les brigades des brigadiers généraux Matt Ransom et William Henry Wallace de la division de Johnson, une division de cavalerie sous le commandement du major général Fitzhugh Lee et six canons sous le commandement du colonel William Pegram à Five Forks le 30 mars. Puis il envoie la brigade de Terry et la brigade de Corse au sud. Néanmoins, un vide subsiste entre la force de Pickett et la brigade de McGowan à la fin de la ligne confédérée de White Oak Road. Lee ordonne à la brigade de Hunton de se tenir en réserve près de Manchester, en Virginie, où elle pourra soutenir Pickett ou se déplacer par chemin de fer pour défendre le croisement du Southside Railroad et du Richmond and Danville Railroad à Burkeville, en Virginie, si une force de l'Union l'attaque. 

### Action du30 mars 1865
La pluie tombe sur la région pendant toute la nuit du 29 mars et le lendemain, ce qui limite les combats ce jour-là. Sheridan a déclaré par la suite que Grant envisageait de suspendre ses opérations jusqu'à ce que le temps soit dégagé et que le sol soit sec, mais Sheridan l'a convaincu de continuer. Le 30 mars 1865, la moitié de la cavalerie de Sheridan menée par le brigadier général Thomas Devin a des escarmouches avec de la cavalerie confédérée menée par Fitzhugh Lee. À l'approche de Five Forks, une patrouille du 6th U.S. Cavalry, menée par le commandant Robert M. Morris, rencontre les soldats de Fitzhugh Lee et perd 3 officiers et 20 hommes lors de la rencontre. Les confédérés subissent également des pertes, notamment le brigadier général William H. F. Payne qui est blessé. Les escarmouches et les réactions aux feintes des patrouilles unionistes du 6th Pennsylvania Cavalry commandé par le colonel Charles L. Leiper empêchent les forces de Pickett d'atteindre Five Forks avant 16 heures 30; Les divisions de cavalerie de Rosser et de Rooney Lee arrivent encore plus tard. 
Pendant ce temps, des tirailleurs du Ve corps de Warren clouent les Confédérés sur leur ligne de la White Oak Road entre la Boydton Plank Road et la Claiborne Road. Malgré des informations incomplètes et des ordres quelque peu vagues et contradictoires de Meade et de Grant, sur l'ordre de Grant, Warren pousse le Ve corps de l'Union à renforcer son emprise sur une partie de la Boydton Plank Road et le Ve corps se retranche sur une ligne pour couvrir cette intersection avec la Dabney Mill Road au sud du Gravelly Run,. Dans l'après-midi, Warren voit les hommes de Griffin prendre le contrôle des avant-postes confédérés, mais il remarque également que le mouvement plus haut sur la Boydton Plank Road est à portée de l'artillerie et des fortifications confédérées. 
Le IIe corps de Humphrey comble l'espace entre le Ve corps et le XXIVe corps. Ce dernier corps capture une grande partie de la ligne de piquets confédérés,. 
La division du Ve corps du brigadier général Romeyn B. Ayres effectue une reconnaissance en direction de la White Oak Road, à une courte distance à l'ouest de la Claiborne Road. La brigade de tête du colonel Frederick Winthrop traverse une branche gonflée du Gravelly Run qui sera le lieu de la bataille du lendemain. Deux autres brigades ne traversent pas mais commencent à se retrancher. Ayres ne voit que les espaces vides au nord-est  mais pas les solides fortifications près de l'intersection de la White Oak Road et de la Claiborne Road, qui forment un saillant vers le Hatcher's Run, directement au nord. À l'approche de la tombée de la nuit, Ayres dispose d'un certain nombre de postes avancés pour couvrir sa position. Les pertes unionistes des actions du 30 mars sur la ligne de White Oak s'élèvent à 1 mort, 7 blessés et  15 disparus. Les pertes confédérées sont inconnues. 

### Prélude aux batailles du31 mars 1865
Les combats, les manœuvres et les escarmouches qui se sont déroulés à Lewis's Farm le 29 mars 1865 et à proximité de cette ferme le long de la ligne de la White Oak Road le 30 mars 1865 ouvrent la voie à la bataille de White Oak Road et à la bataille de Dinwiddie le 31 mars 1865.